# Ténès
Ténès là một đô thị thuộc tỉnh Chlef, Algérie. Dân số thời điểm năm 2002 là 34.332 người.